# Giovanni Urban
Giovanni Urban (Arborea, 13 aprile 1947) è un ex calciatore italiano, di ruolo attaccante.

## Carriera
Iniziò la sua carriera con la Sambenedettese, società dove si mise in luce segnando 25 reti in tre stagioni, per poi passare al Perugia disputando altri quattro splendidi campionati, conditi da 34 reti.
Esordì in Serie A nel 1974 con il Cesena; durante la stagione 1975-76 fu il più prolifico marcatore dei bianconeri, segnando otto reti e contribuendo al miglior piazzamento di sempre della squadra romagnola nella massima serie (sesto posto e qualificazione alla Coppa UEFA); successivamente, dopo aver militato per due stagioni con il Genoa senza mai segnare, chiuse la sua carriera in Serie C al Livorno.

## Palmarès

### Club

#### Competizioni nazionali
- Campionato italiano: 1

Juventus: 1966-1967